# Шоу закрыто
Шоу закрыто (англ. Cancelled) — эпизод 704 (№ 100) сериала «Южный Парк», его премьера состоялась 19 марта 2003 года.

## Сюжет
Друзья должны спасти Землю (которая оказывается одним большим телешоу для инопланетян, «в котором собраны вместе азиаты, медведи, утки, евреи, олени и испанцы») от снятия с эфира. Благодаря тому, что они делают компрометирующую фотографию двоих инопланетных продюсеров, занимающихся сексом друг с другом, планета оказывается спасена.

## Факты
- Слова продюсера с планеты Маграс о том, что «любое шоу нельзя держать в эфире дольше 100 эпизодов» является очевидной самоиронией создателей «Южного парка»: «Я люблю кантри и рок» как раз стал сотым эпизодом всего сериала.
- Серия является пародией на книгу «Руководство для путешествующих автостопом по Галактике» английского писателя Дугласа Адамса, а также на фильм «Шоу Трумана» с Джимом Керри в главной роли.
- Сцена сноса Земли гигантским жёлтым экскаватором является прямой отсылкой на книгу «Путеводитель для путешествующих автостопом по Галактике».
- Один из обликов, который принимает перед ребятами пришелец, — Мисси Эллиот; принимая этот вид, он напевает её песню «Work It».
- Один из обликов, который принимает перед ребятами пришелец, — Джордж Бернс.
- Видоизменённые половые члены у инопланетян называются джагонами, яички — нацминсами, женские груди — хакамасами, анусы — шрушерами, выходные — ханамонами, выпуски шоу — голгамарами, наркотики (скорее — кокаин) — бланкха
- Когда пришелец принимает облик Рэнди, думая, что эта форма будет ребятам приятна, они отклоняют этот вариант, потому что он напоминает фильм «Контакт». Это уже второй раз, когда в сериале фильму «Контакт» дают негативную оценку. Первое упоминание о нём было в серии «Ринопластическая клиника Тома», когда мистер Гаррисон на вопрос хирурга «Вы смотрели фильм „Контакт“?» отвечает «Это ужасный фильм».
- Учёный, к которому обращаются герои, является пародией на персонажа Джеффа Голдблюма из «Дня независимости». Особенно это понятно, когда учёный предлагает расправиться с кораблём при помощи компьютерного вируса, что явно является отсылкой к этому фильму.

## Отсылки к другим эпизодам
- В эпизоде присутствует масса отсылок на первую серию «Южного Парка», «Картман и анальный зонд». Здесь проясняются некоторые детали сюжета той серии — например, зачем пришельцы ставят людям анальные зонды.
- Это уже второй раз, когда Картман уговаривает Кайла проделать какие-либо манипуляции с его задницей. Первый был в эпизоде «Спасём телятину».
- Когда ребята, на космическом корабле, видят землю из космоса, Стэн говорит «Пацаны, вы понимаете то, что мы только второй раз в космосе?» — это отсылка к эпизоду «Кошмарный Марвин в космосе».